# Jølstra
Jølstra er en elv i Jølster og Førde kommuner i Vestland fylke i Norge. Den starter ved Vassenden ved enden af Jølstravatnet i øst og munder ud i Førdefjorden i vest. 

## Kraftproduktion
Elven er udbygget til vandkraftproduktion flere steder. Ved Moskog ligger Stakaldefossen kraftverk og nedenfor Movatnet ligger Brulandsfossen kraftverk.

## Fiske og friluftsliv
Jølstra bliver brugt til foskellige  former for friluftsliv. Jølster Rafting udbyder  rafting i Vassendenområdet, og der  er også muligheder for kajakpadling. I de øvre deler af vassdraget er der mulighefer for ørredfiskeri, mens der også er muligheder for havørred- og  laksefiskeri  i de nedre dele af elven. E39 følger det meste af elvens løb
61°26′40.83″N 5°53′55.98″Ø / 61.4446750°N 5.8988833°Ø